# Kožbana
Kožbana é um assentamento localizado no município de Brda na Eslovênia. Possuía uma população estimada de 36 habitantes em 2020.